# لی سو-مین (بازیگر، زاده ۱۹۸۴)
این یک نام کره‌ای است؛ نام خانوادگی لی است.
لی سو-مین (کره‌ای: 이수민؛ زادهٔ ۵ اکتبر ۱۹۸۴) بازیگر اهل کره جنوبی است. او بیشتر به خاطر حضور در برنامهٔ تلویزیونی خدای موسیقی ۲ و اس‌ان‌ال کره شناخته می‌شود. او همچنین لیدر و رپر برای گروه مستندنمای C.I.V.A بود.

## فیلم
| سال | عنوان      | نقش | توضیحات    | منابع |
| --- | ---------- | --- | ---------- | ----- |
| ن/م | ۴:۴۴ ثانیه |     | فیلم‌برداری | [ ۴ ] |

## ورایتی شو
| سال  | عنوان                  | نقش               | شبکه     | توضیحات             |
| ---- | ---------------------- | ----------------- | -------- | ------------------- |
| ۲۰۱۲ | خدای موسیقی            | عضو گروه بازیگران | ام‌نت     |                     |
| ۲۰۱۶ | خدای موسیقی ۲          | عضو گروه بازیگران | ام‌نت     |                     |
| ۲۰۱۶ | اس‌ان‌ال کره             | عضو گروه بازیگران | تی‌وی‌ان   | فصل ۸، قسمت‌های ۱–۱۷ |
| ۲۰۱۶ | هپی توگدر              | مهمان             | کی‌بی‌اس   | قسمت ۴۵۹            |
| ۲۰۱۶ | سلام مشاور             | مهمان             | کی‌بی‌اس   | قسمت ۲۹۵            |
| ۲۰۱۶ | می‌تونم صداتو ببینم     | مهمان             | ام‌نت     | فصل ۳، قسمت ۱۱      |
| ۲۰۱۶ | نویینگ براس            | مهمان             | جی‌تی‌بی‌سی | قسمت ۳۵             |
| ۲۰۱۶ | ما خوب غذا خواهیم خورد | مهمان             | جی‌تی‌بی‌سی | قسمت ۳              |
| ۲۰۱۷ | نبرد موسیقی – ویکتوری  | شرکت کننده        | کی‌بی‌اس   | قسمت ۱۴–۱۵          |
| ۲۰۲۱ | پسر کوچولوی بزرگ من    | مهمان             | اس‌بی‌اس   | قسمت ۲۶۱            |